# Storbritanniens kronregalier
Storbritanniens kronregalier (også kaldet Storbritanniens Kronjuveler) (officielt; Det Forenede Kongeriges kronregalier) er den samling af kongelige ceremonielle objekter og juveler, som udgør det britiske kongehus' værdighedstegn. Samlingen består til dels af Englands kronregalier, før Union of the Crowns (Unionen af kronen) med Skotland, som banede vej for Det Forenede Kongerige.
De fleste af de britiske kronjuveler stammer fra midten af 1600-tallet, fordi tidligere versioner enten gik tabt i 1216 (da de blev revet med af en tidevand i The Wash, mens kong Johan "Uden Land" transporterede dem rundt i landet, da han trak sig tilbage fra sine adelige og deres franske allierede under den første baronkrig) eller blev smeltet ned mellem 1649 og 1660, under Commonwealth of England (da England var en republik under kontrol af Oliver Cromwell og hans søn, Richard).
Kronjuvelerne har været anbragt i Tower of London siden 1303, undtagen under Anden Verdenskrig, da de blev skjult på Windsor Castle.

## Kronregalierne
De vigtigste objekter i samlingen er følgende (vilkårlig rækkefølge).

### Kroner[3]
- Dronningekronerne: Den tidligste anvendes af Maria af Modena under Jakob 6. og 1.s regeringstid (1685-88) og den seneste designet til Elizabeth, 'Dronningemoderen', dronning af kong George 6., i 1937, hvori "Koh-i-Noor"-diamanten blev indarbejdet. Diamanten som, da det blev erhvervet af Storbritannien i 1849, blev anset for at være den største i verden.
- George 4.s Statsdiadem: George 4. Statsdiadem, som har 1.333 diamanter, blev lavet til kroningen af George 4. i 1821, og blev båret af dronning Victoria ved hendes kroning i 1838 og af dronning Elizabeth 2. ved State Opening of Parliment (Åbningen af Parlamentet), sammen med Imperial State Crown.
- Kejserkronen for Kejseren af Indien (Imperial State Crown of India); der blev anvendt, da kong George 5. besøgte Indien som kejser i 1911. Kronen blev lavet, da de andre kroner ikke kan tages til udlandet, ligesom de danske kronjuveler.[4]
- Imperial State Crown: Imperial State Crown, som blev lavet i 1937 til kong George 6.s kroning, er lettere end St Edward's krone (som bruges til at krone nye monarker ved kroningsceremonien), og indeholder mere end 2.800 diamanter, hvoraf den ene - Cullinan II - er den fjerde største i verden. Udover diamanterne indeholder kronen 17 safirer, 11 smaragder og hundredvis af perler.[1]
- St Edward's krone: designet i 1661 til kroningen af kong Karl 2. og anset for at indeholde guld fra kronen af Alfred den Store.

### Rigssværd[5]
- The Sword of State (Statssværdet): det største af de fem sværd blandt kronjuvelerne, båret foran monarken ved kroningsceremonier og ved State Opening of Parliment (Åbningen af Parlamentet).
- Jeweled Sword of Offering: lavet til kroningen af kong George 4. i 1821 og præsenteret for den nye monark under kroningsceremonien.
- The Sword of Mercy (Barmhjertighedens sværd): som ifølge legenden blev brudt af en engel for at forhindre et drab.[6]
- The Sword of Spiritual Justice, som kan have været lavet til kroningen af kong Karl 1. i 1626, selv om det ikke vides, hvordan det undslap Cromwell's hærgen. Sværdet har angiveligt været tiltænkt henrettelsen af Lords Spiritual.
- The Sword of Temporal Justice, muligvis lavet (ligesom Sword of Spiritual Justice) for Karl 1.'s kroning. Sværdet har angiveligt været tiltænkt henrettelsen af Lords Temporal.

### Scepterogrigsæble[7]
- Scepteret med korset, som holdes i monarkens højre hånd, mens han eller hun bliver kronet. Den blev lavet til kong Karl 2.'s kroning i 1661, og blev ændret i 1910 til at omfatte Cullinan I (eller Great Star of Africa), verdens største fejlfri cut diamant.
- Scepteret med duen, en forsmykket guldstang, også designet i 1661, som holdes i monarkens venstre hånd under kroningsceremonien.
- Rigsæblet: en hul guldkugle fremstillet i 1661 for Kong Karl 2.'s kroning.
- Maria's Rigsæble (kaldet "Det lille rigsæble"): lavet til kroningen af Regerende Dronning Maria 2. i 1689.

### Andre artefakter
- Armills (to guld armbånd), der symboliserer oprigtighed, sikkerhed og visdom. De blev brugt første gang i engelske kroninger i 1100-tallet, men i 1600-tallet blev armbåndene ikke længere båret af monarken, men blev blot båret ved kroningen.
- Den gyldne Ampulla og Ske, der stammer fra 1100-tallet, og som bruges til at salve monarken med hellig olie under kroningsceremonien.
- Ringen, for Kongens Værdighed. Lavet til kong Vilhelm 4.s kroning i 1831.